# Michael T. Good
Michael Timothy "Bueno" Good est un astronaute américain né le 3 octobre 1962.

## Vols réalisés
- Atlantis STS-125, lancée le 11 mai 2009 : 5e et dernière mission de maintenance du télescope spatial Hubble.
- Atlantis STS-132, lancée le 14 mai 2010 : remplacement des batteries de la Station spatiale internationale.